# Hemidictyum ceterach
Hemidictyum ceterach là một loài dương xỉ trong họ Diplaziopsidaceae. Loài này được Bedd. mô tả khoa học đầu tiên năm 1876.
Danh pháp khoa học của loài này chưa được làm sáng tỏ. 